# Эрцо-Тианети
Э́рцо-Тиане́ти (груз. ერწო-თიანეთი) — небольшая историко-географическая область в восточной Грузии, расположенная в долине реки Иори (современный район города Тианети, что в Мцхета-Мтианети). Историческими пределами области являются район Душети на севере (территория проживания пшавов), Кахетия — на юге и востоке и река Арагви — на западе.
Территория впервые упоминается в XI веке. К 1614 году она почти полностью опустела в результате захвата сефевидскими войсками Кахетинского царства, которому принадлежала эта область. Впоследствии опустевшие сёла заселили переселенцы из соседних грузинских земель.